# محوطه خال گرچین
محوطه خال گرچین مربوط به هزاره اول قبل از میلاد است و در شهرستان کامیاران، بخش مرکزی، روستای بزوش واقع شده و این اثر در تاریخ ۱۰ دی ۱۳۸۱ با شمارهٔ ثبت ۶۹۱۶ به‌عنوان یکی از آثار ملی ایران به ثبت رسیده است.